# Blacha

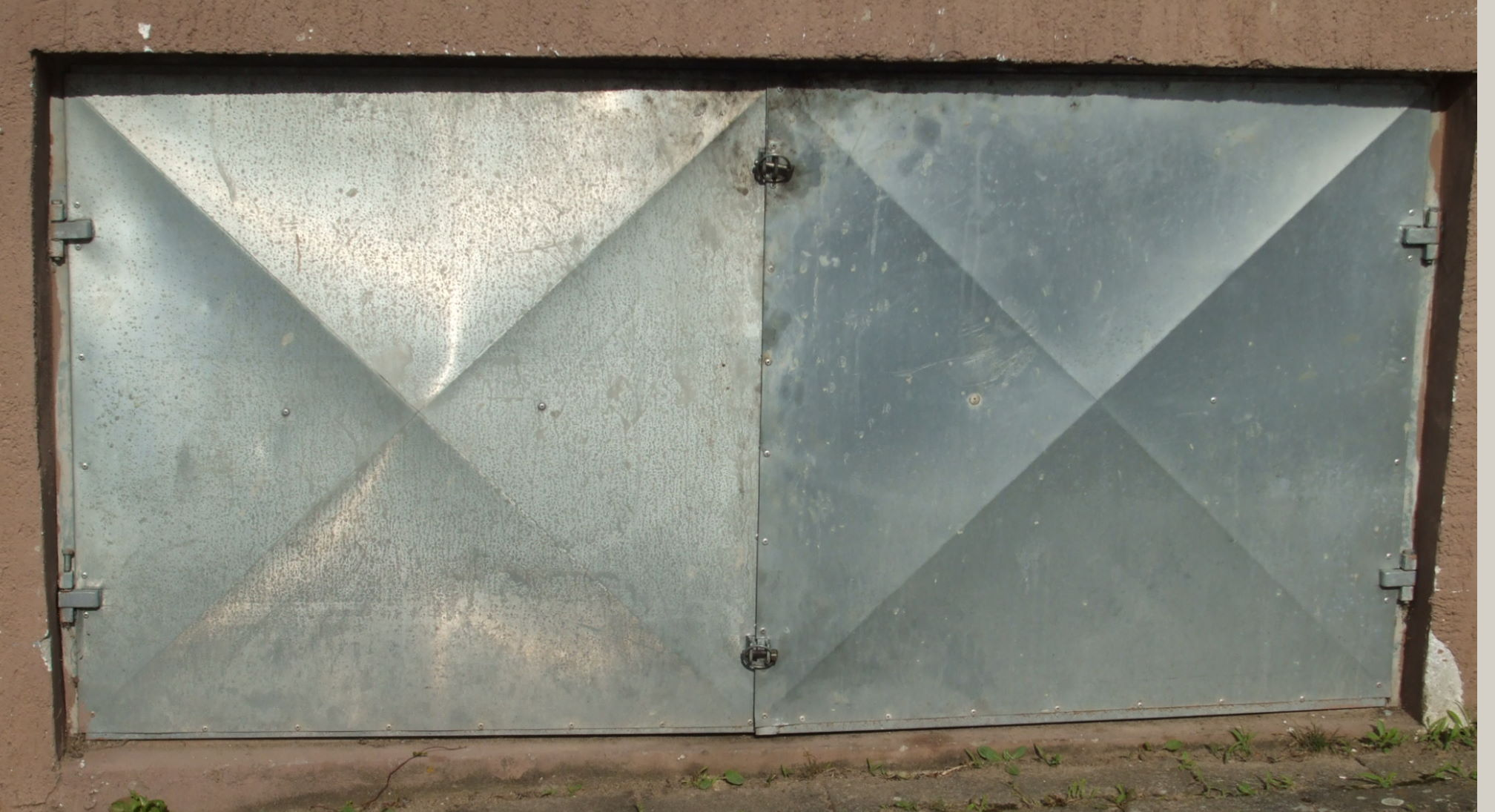
Drzwiczki z blachy

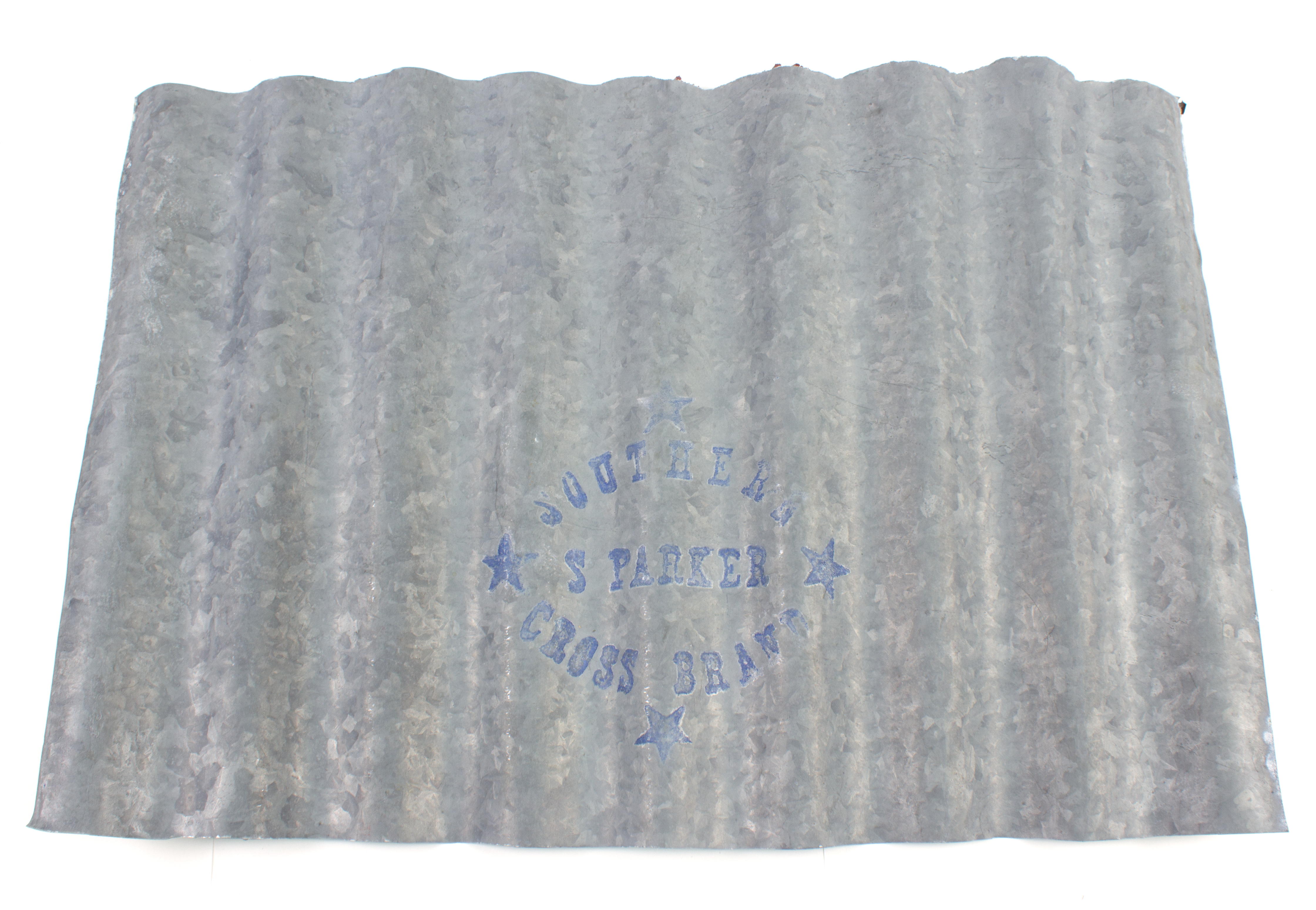
Blacha falista

Blacha – wyrób hutniczy, którego grubość jest znacznie mniejsza od długości i szerokości. Grubości blach leżą w granicach od dziesiątych części milimetra do kilkudziesięciu milimetrów.
Blachy mogą być gładkie lub mieć fakturę powierzchniową. Dostarczane są w postaci płaskich arkuszy lub taśm zwiniętych w kręgi.

## Rodzaje blach
Podstawowy podział blach
- blachy stalowe – najczęściej wykonane w gatunkach: S235JR, E295, E335, C45, P355N, S355J2G3
- blachy nierdzewne – najczęściej wykonane w gatunkach: 1.4000, 1.4006, 1.4021, 1.4034, 1.4122, 1.4125, 1.4057, 1.4301, 1.4541, 1.4539
- blachy aluminiowe – najczęściej wykonane w gatunkach: 1050A, 2017A, 2024, 5005, 5049, 5754, 5083, 5019, 6082, 7020, 7022, 7075
- blachy miedziane – najczęściej wykonane w gatunkach: CuETP, CuDHP, CuOF, CuAg
- blachy ocynkowane – najczęściej wykonane w gatunkach: od DX51D do DX56D oraz S220GD do S500GD
- blachy tytanowe – najczęściej wykonane w gatunkach: 3.7025, 3.7035, 3.7065, 3.7165

Podział ze względu na rodzaj walcowania:
- blacha gorącowalcowana
- blacha zimnowalcowana

## Normy i certyfikaty
Normy stosowane w Polsce oraz Unii Europejskiej:
- EN 10025 – dla wyrobów gorącowalcowanych[2]
- EN 10111, EN 10149 – dla blach gorącowalcowanych do obróbki plastycznej na zimno[3][4]
- EN 10130, EN 10131 – dla blach zimnowalcowanych[5][6]

Certyfikaty:
- CE – oznaczenie potwierdzające, że produkt spełnia wymagania UE w zakresie bezpieczeństwa, zdrowia i ochrony środowiska.
- Atest techniczny ITB – atest techniczny polskiego Instytutu Techniki Budowlanej, potwierdzający zgodność produktu z polskimi normami i standardami.

## Zastosowanie
Stosowane w wielu gałęziach przemysłu oraz gospodarki:
- budownictwo
- motoryzacja
- produkcja maszyn
- elektronika
- lotnictwo
- medycyna